# Yazoo City
Yazoo City is een plaats (city) in de Amerikaanse staat Mississippi, en valt bestuurlijk gezien onder Yazoo County.

## Demografie
Bij de volkstelling in 2000 werd het aantal inwoners vastgesteld op 14.550.
In 2006 is het aantal inwoners door het United States Census Bureau geschat op 11.822, een daling van 2728 (-18.7%).

## Geografie
Volgens het United States Census Bureau beslaat de plaats een oppervlakte van
28,2 km², waarvan 27,9 km² land en 0,3 km² water. Yazoo City ligt op ongeveer 43 m boven zeeniveau.

## Plaatsen in de nabije omgeving
De onderstaande figuur toont nabijgelegen plaatsen in een straal van 28 km rond Yazoo City.

## Geboren
- Michael Henderson (1951-2022), bassist, gitarist, saxofonist en zanger